# Шихларов, Самедага Мамед оглы
Самедага́ Маме́д оглы́ Шихла́ров (азерб. Səmədağa Məmməd oğlu Şıxlarov; 5 сентября 1955, Хыллы — 1 июня 2021, Баку) — советский и азербайджанский футболист.

## Биография
Родился 5 сентября 1955 года в Хыллы. Был известен по выступлениям за «Нефтчи» (Баку) в 1970—1980-е годы. В матче чемпионата СССР 1982 года «Нефтчи» — «Спартак» (Москва) забил два гола в ворота Рината Дасаева. Второй гол он забил на 89-й минуте и тем самым принёс победу бакинцам 4:3.
Вторую половину 1980-х провёл в «Кяпазе» (Кировабад), а в 1992 году сыграл несколько игр в первом чемпионате независимого Азербайджана.
Погиб 1 июня 2021 года в Баку в ДТП.